# Прапор Маловисківського району
Пра́пор Малови́сківського райо́ну затверджений 4 квітня 2003 року рішенням сесії Маловисківської районної ради.
Прямокутне полотнище із співвідношенням сторін поділене горизонтально двома пониженими білими смугами на синю та зелену частини. На синій смузі жовтий міфічний птах Фенікс. Ширина частин 2/3 (синя), 1/6 (біла), 1 /4 (зелена).
Комп'ютерна графіка — В. М. Напиткін.